# ケイパス
ケイパス（英語: Caputh, 英語発音: /ˈkeɪpəθ/ KAY-pəth）とは、スコットランド、パース・アンド・キンロスにある教区および村。A984号クーパー・アンガスダンケルド線沿い、ダンケルドから6マイル (9.7 km) 南東かつクーパー・アンガスから8マイル (13 km) 西に位置する。
村はテイ川に面する。
教区にはイースト・カルト立石群がある。
Cairnmore として知られていた幅120 mほどの積石は農地改良のため19世紀に撤去された。著名なローマ時代の要塞跡が近隣のインチトゥトヒルに存在する。同教区内、ミクルーアにある Cleaven Dyke も長年同様にローマ遺跡だと考えられていたが、現在では新石器時代のカーサスだと見なされている。
ダンケルドは1891年までケイパス教区に属していた 。

## 教育
村には1876年築のグレンデルヴァイン小学校がある。

## 著名人
ピーター・コリン・キャンベル師は1845年から1854年にアバディーン大学学長となるまで教区牧師を務めた。
1869年から1893年までセオドア・マーシャル師はケイパス牧師を務めた。1908年、彼はスコットランド国教会長老会長に選出された。彼は任期中に死去した。
20世紀の著名な民謡歌手ベル・ステュアートは「ケイパスで（中略）1906年7月18日にテイ川河原のテント内で生まれた」。